# Youtube-dl
youtube-dl是一款开源、命令行界面的下载器，最初旨在从 YouTube 上下载视频，现在也支持其它网站。该项目也是GitHub星标数（stars）最高的项目之一，截至2020年10月，共获得72,000多个星标。
2020年10月23日，GitHub应美国唱片业协会的DMCA请求，将该项目与其分支从该网站上移除。同年11月16日，该项目存储库被GitHub官方恢复。

## 历史
youtube-dl项目由Ricardo Garcia创建于2008年。源代码由Python编写，托管在GitHub上。最初仅支持YouTube，但随着项目的发展，开始支持其他视频网站。2011年Ricardo Garcia不再维护此项目，由phihag接手，后转移给dstftw。

### 分支
2020年8月28日，GitHub用户blackjack4494在项目issue区发表《youtube-dl正在走向死亡吗？》的帖子，表达对youtube-dl的主维护者dstftw和remitamine长期不活跃且有大量PR未合并的不满，并创建分支youtube-dlc。後 youtube-dlc 合併至更爲活躍的yt-dlp （页面存档备份，存于）專案並新增更多網站的支持。

## RIAA 移除请求
2020年10月23日，美国唱片业协会（RIAA）根据《数字千年版权法案》（DMCA）向GitHub发布了删除通知，其中要求删除youtube-dl及其分支。RIAA指控youtube-dl项目违反了DMCA的第1201条反规避条款以及德国版权法的规定，因为它规避了YouTube用于生成视频文件本身URL的滚动加密算法（ RIAA认为这是有效的技术保护措施，因为它是“旨在禁止直接访问YouTube视频文件，从而防止或禁止视频文件的下载，复制或分发”），其文档也公开列出由RIAA成员旗下的受版权保护的艺术家的音乐视频作为示例。GitHub接受了请求，移除了该项目。
此举遭到了批评，部分报道指出该程序仍有合法用途，例如下载者的合理使用所需的视频内容（例如用于网络存档和新闻报道），或明确允许在以下情况下重复使用的内容：例如开放内容许可。
RIAA的行为也引发了史翠珊效应，大量用户开始在互联网上重新分发该程序及其源代码，类似于AACS加密密钥争议。
2020年11月16日，电子前哨基金会正式向GitHub发送了一份质疑移除请求的信，澄清了该软件并没有“规避”所谓的“滾動密碼”或其他任何版权保护措施。youtube-dl和浏览器或其他任何JavaScript执行器一样，直接“使用”了在Youtube网页上公开的滾動密碼。使用公开的密码并不侵权。随后GitHub恢复了该存储库。GitHub还在官方博客中宣布，未来将由技术和法律专家组成的团队逐项审查所有涉及《数字千年版权法案》第1201节的移除请求。